# Amphictene crassa
Amphictene crassa är en ringmaskart som först beskrevs av Grube 1870.  Amphictene crassa ingår i släktet Amphictene och familjen Pectinariidae. Inga underarter finns listade i Catalogue of Life.